# Mundo agradable
«Mundo agradable» es una canción del grupo de rock argentino Serú Girán editado en Serú '92, quinto álbum de estudio del grupo, editado en 1992. Fue compuesta por David Lebón.
Formó parte de las presentaciones del álbum Serú '92 en el Estadio de River Plate en 1992. Esta grabación en vivo fue remasterizada en el estudio para luego formar parte de En vivo, el segundo álbum en vivo del grupo, editado en 1993.
En 2007, Lebón grabó una versión  junto a su excompañero Pedro Aznar para el primer disco del dúo Aznar-Lebón. EN 2019 Lebón lanzó una nueva versión del tema, interpretada junto a Ricardo Mollo, en el disco Lebón & Co.

## La canción
Lleva un inconfundible solo de guitarra eléctrica por parte de su autor. Fue el primer corte del disco y se convirtió en un jingle institucional del Canal 9 de televisión de Buenos Aires. El tema tuvo un gran éxito, que hasta el día de hoy, es uno de los grandes clásicos de la música argentina,[cita requerida] y formó parte del repertorio de Serú Girán. A fines de 2008, fue considerada la 98° mejor canción de Hispanoamérica de los años '90 en la lista de  Las 100 grandiosas canciones de los 90 en español según VH1 Latinoamérica.

## Músicos
- David Lebón: guitarra eléctrica y voz
- Charly García: piano, teclados, coros
- Pedro Aznar: bajo eléctrico, coros
- Oscar Moro: batería

- Datos: Q25407075